# Debbie Meyer
Deborah "Debbie" Elizabeth Meyer (Annapolis, Maryland, 14. kolovoza 1952.) je bivša američka plivačica.
Trostruka je olimpijska pobjednica u plivanju, a 1977. godine primljena je u Kuću slavnih vodenih sportova.